# Jesús F. Contreras
Jesús Fructuoso Contreras Chávez (Aguascalientes, 20 de enero de 1866 - Ciudad de México, 13 de julio de 1902) fue un escultor mexicano. Con el apoyo del gobierno de Porfirio Díaz, participó en la fundición de las esculturas del Monumento a Cuauhtémoc, realizó los relieves y decoraciones del Palacio azteca en el Pabellón mexicano en la Exposición Universal de París de 1889, realizó veinte esculturas en bronce del Paseo de la Reforma, así como el Malgré tout, pieza con la que se le condecoró con el Gran Premio de Escultura y la Cruz de la Legión de Honor de la República Francesa. Además de escultor, también fue empresario, por lo que estableció en la Ciudad de México el taller llamado Fundición Artística Mexicana.

## Biografía

### Primeros años
Jesús Fructuoso Contreras Chávez nació en Aguascalientes el 20 de enero de 1866. Su padre fue Pedro Contreras, un coronel republicano, y su madre Luz Chávez. Su acta bautismal señala que fue registrado con el nombre de Sebastián. Durante su infancia vivió en una casa en el barrio de Guadalupe, y estuvo en varias escuelas, donde mostró sus habilidades artísticas. Participó como monaguillo en el Templo del Señor del Encino, en el Barrio del Triana.
Su abuelo, José María Chávez Alonso, había sido gobernador del estado de Aguascalientes, y fue fusilado tres años del nacimiento de Jesús. Probablemente su familia dejó de utilizar el apellido Chávez, para evitar problemas políticos con el gobierno imperial de Maximiliano de México.
Su formación artística inició en el taller 'El Esfuerzo', creado por su tío. También formó parte del taller de Plácido Jiménez, donde aprendió a modelar figuras de cera. Contreras ingresó en 1887 a la doradoría del señor Flores, mientras que tomaba clases para adultos en las noches.

### Estudios en la Escuela Nacional de Bellas Artes
Jesús F. Contreras comenzó sus estudios en la Escuela Nacional de Bellas Artes (anteriormente Academia de San Carlos) en 1881. En la academia estudió escultura, aunque también aprendió dibujo de figura, dibujo de ornato, perspectiva, así como otras materias. Para poder solventar sus gastos recibió una pensión. Durante su formación, pudo participar en el proyecto del Monumento a Cuauhtémoc de Miguel Noreña, lo que al principio le acarreó algunas dificultades, porque tuvo que faltar a clases y pedir permisos para poder continuar con dicha tarea. Poco tiempo después pudo lograr una pensión para continuar sus estudios en Europa.

### Vida personal
Contreras se casó con Carmen Elizondo el 1 de enero de 1891. Carmen era la hija de Blas Elizondo, poeta y administrador de Correos de Aguascalientes.

### Estudios en Europa

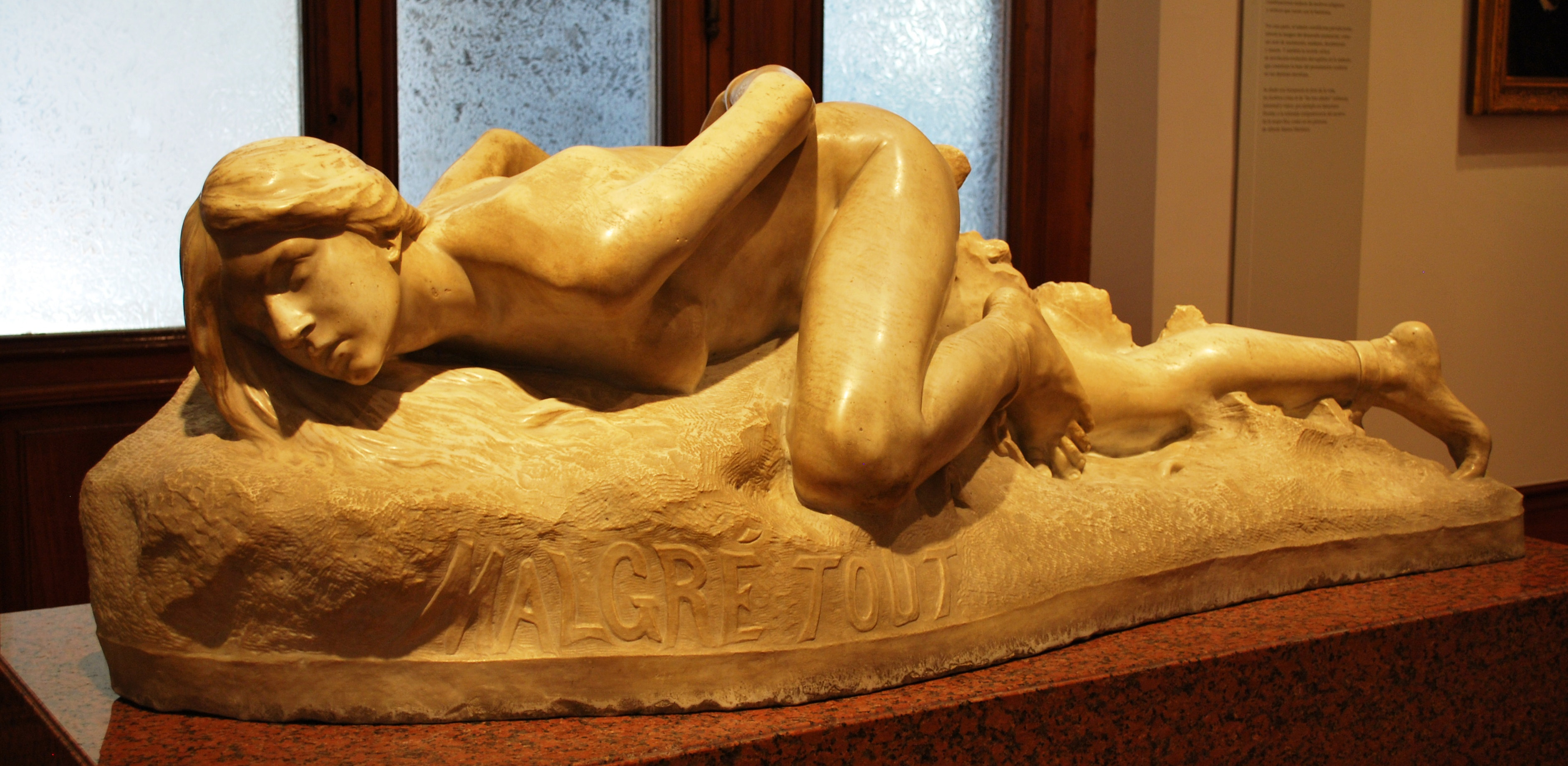
Malgré tout de Jesús Fructuoso Contreras

Cuando Jesús F. Contreras cumplió 17 años, participó en la XXI Exposición de la Escuela Nacional de Bellas Artes, celebrada en diciembre de 1886. En aquella ocasión presentó los retratos de Rosa Galloway, del Sr. Daniel Chávez y un bajorrelieve de Ernesto Scheleske; por las cuales el gobierno le otorgó una pensión, para que viajara a Europa a seguir estudiando y profundizar en su arte. A diferencia de la mayoría de los pensionados que estudiaban en la Academia de San Lucas en Roma, Contreras tuvo como destino París. La travesía la hizo en un barco de vapor llamado La Navarre, junto a otro estudiante, Ignacio Hidalgo, llegando primero a Barcelona.
En 1888, con un sueldo de un franco con cincuenta céntimos, trabajó en el taller de fundición del señor Gagnot, aprendiendo técnicas ornamentales en la fundición de bronce. Ese mismo año estuvo en el taller del arquitecto Colibert, donde conoció a Frédéric Auguste Bartholdi. En dicho taller realizó dos bustos de mármol, incluyendo uno que representaba a Colibert. Más tarde, a finales de abril del mismo año, fue recomendado para trabajar como aprendiz en la casa Allard; taller donde se realizaba escultura monumental y bronces artísticos. Contreras recibió el 12 de julio de 1888, un certificado de sus capacidades como fundidor.
En esa época, Contreras solicitó un aumento de su pensión, la cual fue autorizada por Porfirio Díaz, y fue incrementada a 100 pesos. Contreras comenzó a trabajar extraoficialmente en la ilustración del decorado del Palacio azteca, que formaría parte del pabellón mexicano en la Exposición Universal de París (1889). El trabajo le fue encomendado por el ingeniero Antonio M. Anza, autor del edificio. El 10 de noviembre de 1888 recibió el encargo oficial para participar en el proyecto. En aquel momento, el escultor se puso al servicio de los trabajos para la participación de México en la Exposición Universal de París, que se celebró el 5 de mayo de 1889. La invitación que recibió México para participar en la exposición era importante, pues aunque ya había participado en otras ferias similares, era la primera después de restablecer las relaciones diplomáticas con Francia, siete años atrás; además de que los conflictos del pasado aún enturbiaban las relaciones de ambas naciones.
Además de los estudios y el trabajo en fundiciones de París, Contreras pudo visitar otros países. Del 1 al 31 de diciembre de 1887 estuvo en Madrid, donde conoció los museos de escultura y fundición de Paje, y del 1 al 21 de marzo de 1889 estuvo en Italia. El 17 de julio de 1889 pidió licencia para ir a Bruselas, Londres, Viena, Berlín y otras ciudades, para conocer museos, fundiciones y monumentos europeos. Debido a la pensión que tenía, la cual fue incrementando, y las gratificaciones por sus trabajos, pudo adquirir obras de arte, mármoles, máquinas y otros elementos que luego utilizaría en México, en su propio taller de escultura y fundición.
Durante su estancia en París, así como sus viajes por Europa y África, Contreras asimiló el modernismo y los inicios de la vanguardia, conoció de primera mano el impresionismo simbolista de Rodin, y junto a sus contemporáneos, como Agustín Ocampo, Arnulfo Domínguez Bello, Enrique Guerra y Fidencio Nava, dejaron de lado el clasicismo de la academia mexicana, adquiriendo otros lenguajes. Contreras tuvo amistad con el autor de la Estatua de la Libertad, Frédéric Auguste Bartholdi.

### Carrera en México

#### Carrera como profesor
Contreras regresó a México a impartir cátedra en la escuela que lo formó, la Escuela Nacional de Bellas Artes. Debido a todo su aprendizaje en Europa, decidió realizar algunos cambios, y propuso la contratación de Antonio Fabrés para las materias de pintura. Este artista realizó modificaciones en el plan de estudios e introdujo innovaciones técnica, como la de pompier y el estudio de controles de iluminación natural y artificial. Fabrés fue maestro de Saturnino Herrán, José Clemente Orozco y Diego Rivera.

#### Carrera artística
Cuando regresó, con apenas 22 años de edad, apoyando a su maestro Noreña, juntos realizaron la estatua de Cuauhtémoc, la cual se encuentra en el paseo de la Reforma, de la Ciudad de México, siendo el encargado de la fundición Contreras. El 13 de agosto de 1883 al momento de vaciar el bronce, un chorro en ignición perforó el pie de Contreras. La inauguración del monumento fue el 21 de agosto de 1887. Poco más tarde Contreras estableció la Fundación Artística Mexicana. Otras esculturas bien conocidas de Contreras son un Benito Juárez que está en Chihuahua; efigies de Manuel Acuña y de Ignacio Zaragoza, en Saltillo Coahuila; el general Ramón Corona, en Guadalajara, Jalisco; Nicolás Bravo, Ignacio Zaragoza y a la Independencia, en Puebla; el monumento a la Paz, en Guanajuato; al general Jesús González Ortega, en Zacatecas; a la Corregidora Ortiz de Domínguez. También se destaca por ser autor de los Colosales relieves en Bronce, con figuras Indígenas, del monumento a la Raza de la Ciudad de México. Pero la que suele considerarse como su máxima obra se llama Malgré Tout, elaborada en mármol y que originalmente se colocó en el costado sur de la Alameda de la Ciudad de México. Actualmente se encuentra en el Museo Nacional de Artes, en la misma ciudad, frente al Palacio de Minería. 

### Vida cultural
Contreras tuvo una vida cultural y social muy activa en México. Solía realizar reuniones en su estudio, ubicado en le Fundación Artística Mexicana, en la calle Fuentes Brotantes (más tarde Lucerna), cerca del Monumento a Cuauhtémoc. En este lugar comenzó el Ateneo Mexicano Literario y Artístico, cuya primera sesión se llevó a cabo el 25 de junio de 1892, con Contreras como presidente y Justo Sierra como presidente honorario. Dentro del grupo del Ateneo estaba Jesús E. Valenzuela, Amado Nervo, Rubén M. Campos, José Juan Tablada, Leandro Izaguirre, Germán Gedovius, Gerardo Murillo, Julio Ruelas, Manuel M. Ponce, Ernesto Elorduy, entre otros.

Jesús Urueta señala que Jesús F. Contreras era un personaje cosmopolita, interesado en temas sensualistas, francófilo y un vanguardista de la moda, que puso en tendencia las «corbatas de moño a la Verdi».

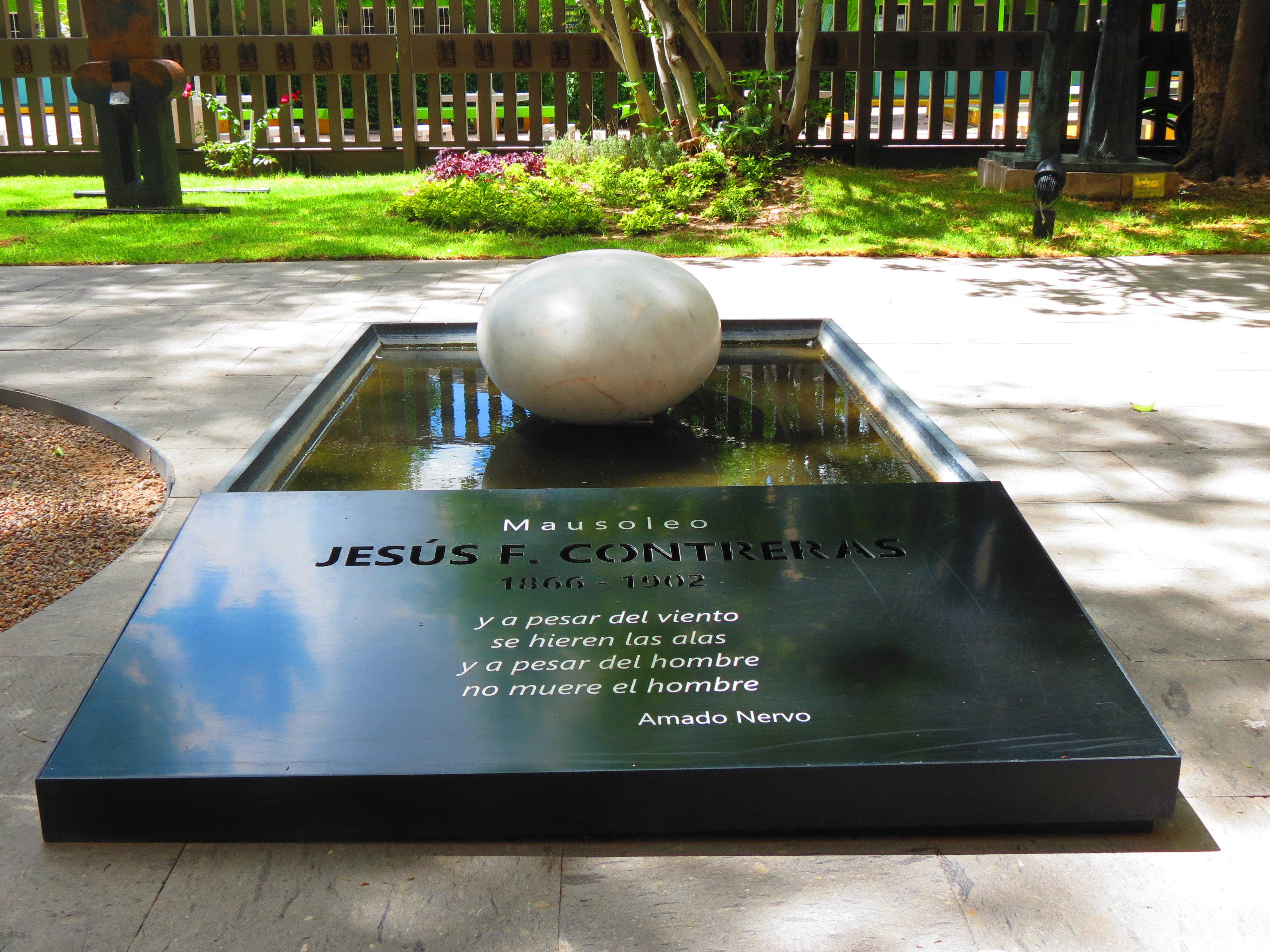
Mausoleo donde descansan los restos de Jesús F. Contreras en el Museo de Aguascalientes.

### Últimos años y muerte
Jesús F. Contreras perdió el brazo derecho a consecuencia de cáncer fibroso. Tres meses antes de su muerte comenzó a perder motricidad y otras facultades, como las cuerdas vocales y sus músculos respiratorios. Se le tuvo que suministrar morfina, lo que lo sumió en un coma, mientras sus amistades esperaban que ocurriera un milagro.
Contreras falleció el 12 de julio de 1902 en la Ciudad de México. Fue sepultado en el Panteón Francés de la Piedad. Al cortejo fúnebre asistieron unas 400 personas.
En el año 2016 sus restos fueron trasladados a su ciudad natal, específicamente al Museo de Aguascalientes, donde se edificó un mausoleo. A partir del 13 de abril de 2019, y a petición de la familia Contreras, sus restos fueron depositados en el jardín del museo, y la construcción que originalmente era el mausoleo se convirtió en el Pabellón Mexicano Jesús F. Contreras.

## Fundición Artística Mexicana
Uno de los más grandes logros de Contreras junto con el apoyo del gobierno de Aguascalientes fue la Fundición Artística Mexicana, de la cual salieron las estatuas colocadas en ambas partes de paseo de la reforma. El propio Porfirio Díaz era socio de esta empresa.
En la Fundición Artística Mexicana fue capaz de instalar:
- El Centro de Estatuaría en Bronce más importante del país.
- El taller de alfarería artística
- Su estudio personal

## Estilo artístico
Jesús F. Contreras asimiló el estilo artístico de sus contemporáneos, influenciado por el modernismo finisecular y el nacionalismo indigenista de la época. El modernismo, sin embargo, se vincula principalmente con los escritores y poetas; aunque también se le denomina así a un fenómeno expresivo que trasciende la literatura y que tiene relación con la correspondencia de las artes.
Debido a la influencia que tuvo en París de Auguste Rodin, Contreras desarrolló un «impresionismo escultórico», sobre todo en sus piezas más personales, que era percibido como un aspecto inacabado, el cual fue criticado por personajes de su tiempo, como Manuel Revilla, en un artículo de El Nacional.
Según García Robles, existe cierto consenso en colocarle a Contreras el calificativo de «escultor modernista»; pero también se le podría denominar «artista ecléctico» pues combinó diversos estilos, temáticas y corrientes. Asimismo, se considera que Contreras fue un empresario de la escultura, pues con su taller tenía la intención de que las esculturas llegaran a un público más amplio, realizando reproducciones en serie a menor costo.

## Principales obras

### Estatua de Cuauhtémoc (Ciudad de México)
La estatua del último emperador azteca que corona el monumento del Paseo de la Reforma, fue obra del escultor Miguel Noreña, nacido en el D.F. en 1843 y fallecido en 1894, mientras que el proyecto del conjunto se debe al ingeniero Francisco M. Jiménez quien obtuvo el premio de mil pesos en el concurso convocado por el general Vicente Riva Palacio durante la gestión del presidente Porfirio Díaz. La construcción inició colocándose la primera piedra del monumento el 5 de mayo de 1877. Para desgracia del ingeniero Jiménez no pudo ver terminada su obra pues falleció en abril de 1884. El también escultor y discípulo de Miguel Noreña, Jesús Fructuoso Contreras, jugó un papel importante en la creación de la singular estatua de Cuauhtémoc, pues se encargó del trabajo de fundición de la misma. Se dice que dicha estatua fue fundida el mismo 13 de agosto de 1883, conmemorando el aniversario de la caída de Tenochtitlan en 1521, y que en el momento de vaciar el bronce, un chorro de metal en ignición perforó uno de los pies del ayudante de Jesús Fructuoso Contreras. La construcción de esta excepcional obra duró un poco más de 10 años y fue inaugurada por Porfirio Díaz el 21 de agosto de 1887, fecha que no corresponde con el aniversario de la caída del imperio azteca, como se menciona en algunos sitios. Los leopardos que rodean la base del monumento custodiando las escalinatas, fueron obra del escultor Epitacio Calvo y los 4 trofeos que adornan los costados del monumento fueron obra de Luis Paredes.

### Relieves para el Pabellón mexicano en la Exposición Universal de París de 1889

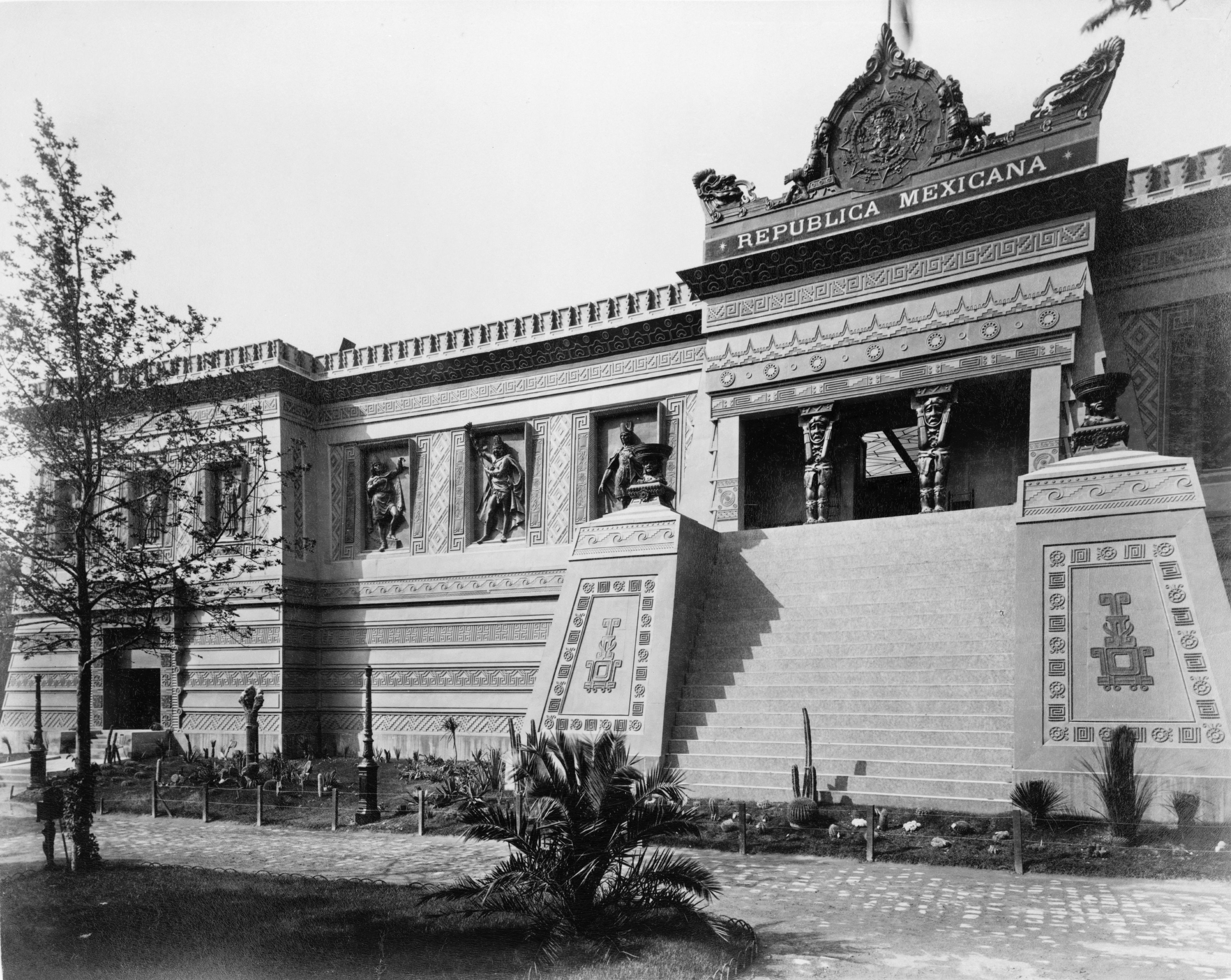
Pabellón de México en la Exposición Universal de 1889. Se pueden apreciar algunos de los relieves de Jesús F. Contreras

Para la participación de México en la Exposición Universal de París de 1889, la Secretaría de Fomento convocó en febrero de 1888 a dos comisiones de ingenieros y arqueólogos para que realizaran dos modelos, un palacio neo-azteca y un palacio neo-maya; el primero diseñado por Antonio M. Anza y Antonio Peñafiel, y el segundo por Luis Salazar, Vicente Reyes y José María Alva. Al final se optó por el palacio neo-azteca, y Contreras fue designado para realizar la decoración, que constaba de 12 relieves para la fachada, dos cariátides para el pórtico, dos braseros ceremoniales, dos signos de fuego, un teponaztle, las cornisas para las puertas de acceso, cuatro candelabros estatuas para la escalera del interior, y el motivo solar del remate de la fachada.

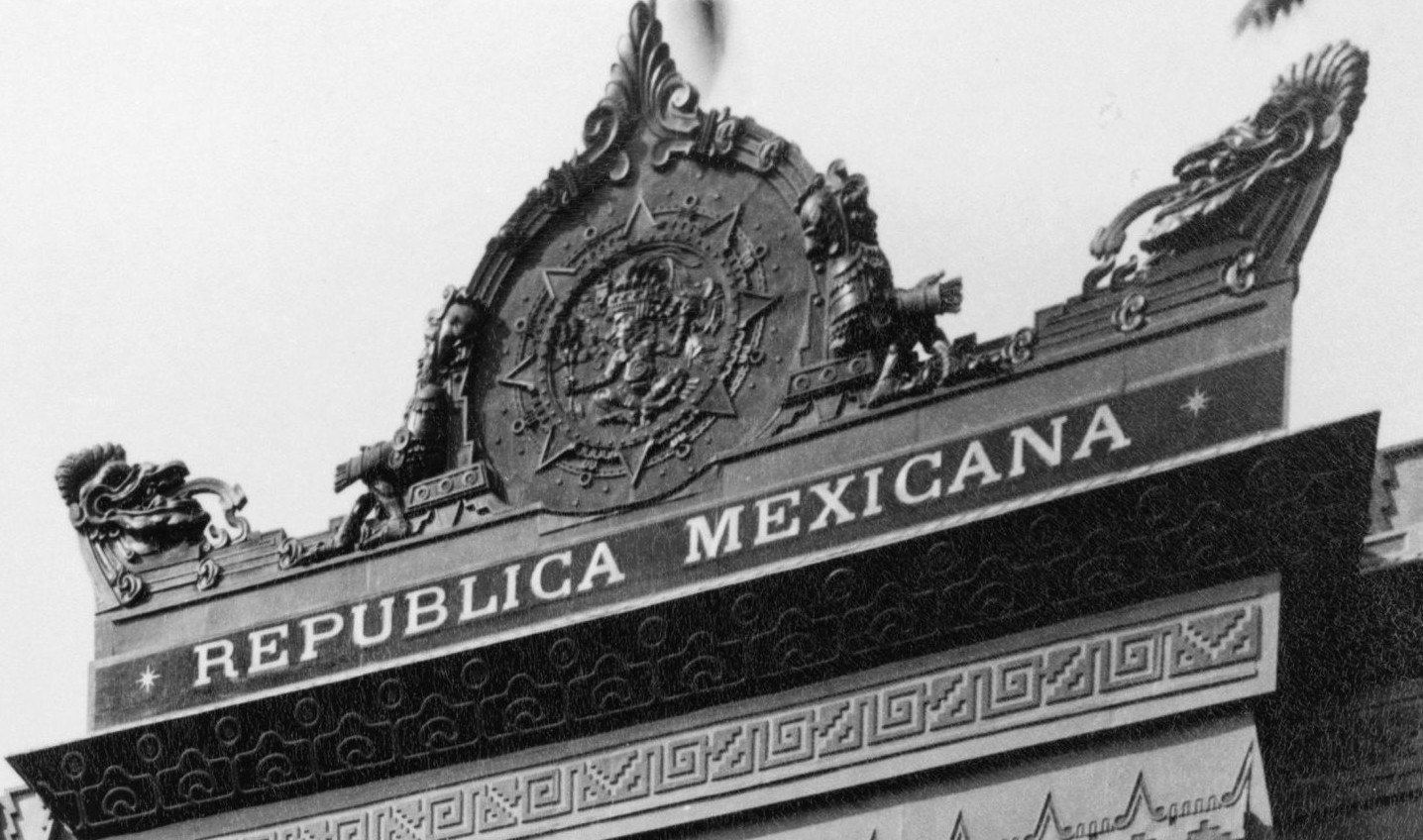
Motivo solar del Casillo azteca

El vaciado en bronce de las estatuas candelabro, los seis relieves de las deidades aztecas y otros reyes históricos, fue realizado en el taller Thiébaut Frères. El resto de piezas y ornamentos exteriores, fueron fundidos en zinc, con una capa galvánica, realizados en la Casa Gillardin.
El 31 de enero de 1889, Contreras terminó 12 relieves en bronce que servirían para decorar la fachada del Palacio Azteca. Los relieves eran representaciones mexicas o aztecas de gobernantes (tlatoanis) y deidades; con una función simbólica y decorativa en la fachada de la estructura en la que se colocaron. Asimismo Contreras realizó otros motivos ornamentales y decorativos para el pabellón.
La concepción de los relieves no es original de Contreras, sino de Antonio Peñafiel, quien a su vez se basó en la iconografía conocida hasta la fecha, proveniente del Libro de los Ritos de Diego de Durán, el Códice Florentino y México a través de los siglos de Vicente Riva Palacio.

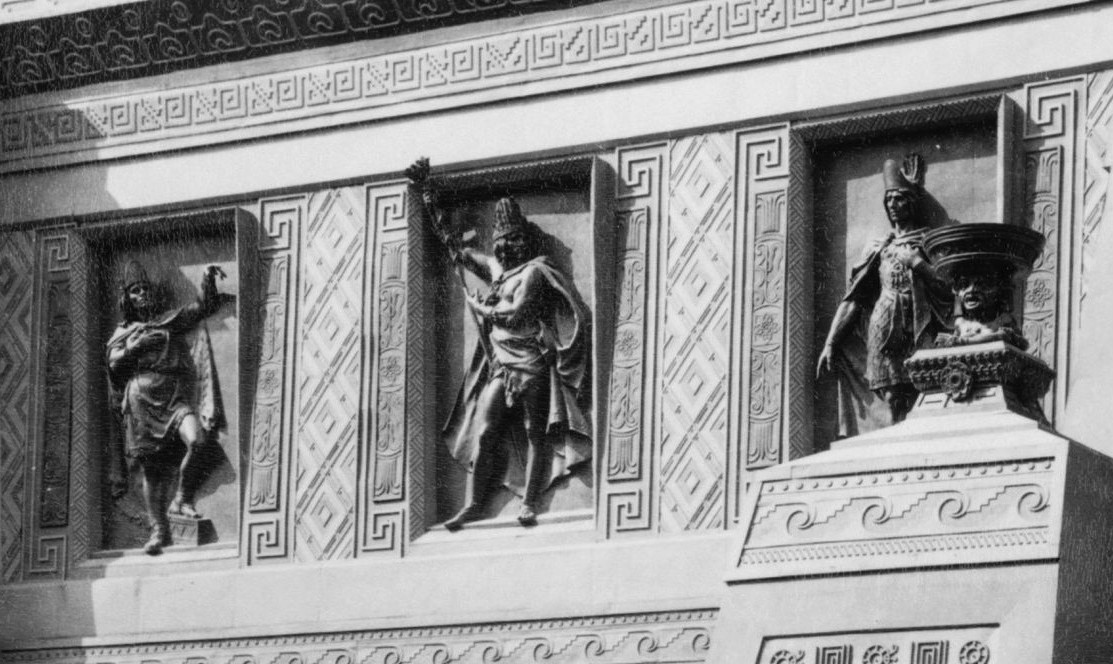
Panel central izquierdo, donde aparecen los Reyes de la Triple alianza, Nezahualcóyotl, Itzcóatl y Totoquihuatzin

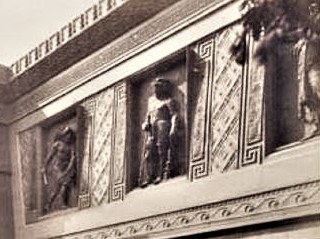
Panel central derecho, donde aparecen los Reyes guerreros, Cacamatzin, Cuitláhuac y Cuauhtémoc.

La fachada del Pabellón estaba dispuesta en cuatro secciones, dentro de las cuales había tres relieves; ambos extremos tenían deidades (tres de cada lado) y las secciones centrales, reyes (tres en cada una). El primer bloque contenía a Centéotl, deidad alusiva a la agricultura; a Tláloc, deidad de la lluvia; y a Chalchiuhtlicue, deidad femenina del agua. Estas tres primeras divinidades mexicas, hacían alusión a la fertilidad de los campos y a la capacidad de dar de vida. En el bloque extremo derecho, correspondiente a las deidades, estaban Xochiquétzal, deidad de las artes y las flores; Camaxtli, deidad alusiva a la caza; y Yacatecuhtli, deidad del comercio.

El tratamiento que dio a las deidades consistió en mostrarlas de frente, con apariencia humana y con cierto hieratismo, tal y como era posible advertirlo en las esculturas que se conocían del pasado prehispánico. En cambio, los otros seis altorrelieves, que representaban a los gobernantes indígenas Itzcóatl, Netzahualcóyotl, Totoquihuatzin, Cacama, Cuitláhuac y Cuauhtémoc, fueron concebidos en pleno movimiento y con un marcado poder expresivo que rayaba en la teatralidad.

En la parte central del Palacio, en el bloque correspondiente a los reyes, el segmento lateral izquierdo tenía a los tlatoanis mexicas de la Triple Alianza, comenzando por Nezahualcóyotl, poeta y gobernante de Texcoco; a Itzcóatl; y a Totoquihuatzin, gobernante de Tlacopan.
En la parte derecha, se apreciaban a los guerreros gobernantes que habían muerto en defensa de Tenochtitlan; Cacamatzin, Cuitláhuac y Cuauhtémoc. Estos tres últimos representan la caída del imperio mexica.
| Sección lateral izquierda (dioses) | Sección lateral izquierda (dioses) | Sección lateral izquierda (dioses) | Sección central izquierda (Reyes de la Triple Alianza) | Sección central izquierda (Reyes de la Triple Alianza) | Sección central izquierda (Reyes de la Triple Alianza) | Sección central derecha (Reyes guerreros) | Sección central derecha (Reyes guerreros) | Sección central derecha (Reyes guerreros) | Sección lateral derecha (dioses) | Sección lateral derecha (dioses) | Sección lateral derecha (dioses) |
| ---------------------------------- | ---------------------------------- | ---------------------------------- | ------------------------------------------------------ | ------------------------------------------------------ | ------------------------------------------------------ | ----------------------------------------- | ----------------------------------------- | ----------------------------------------- | -------------------------------- | -------------------------------- | -------------------------------- |
| Centéotl                           | Tláloc                             | Chalchiuhtlicue                    | Nezahualcóyotl                                         | Itzcóatl                                               | Totoquihuatzin                                         | Cacamatzin                                | Cuitláhuac                                | Cuauhtémoc                                | Xochiquétzal                     | Camaxtli                         | Yacatecuhtli                     |

Cuando terminó la exposición, el pabellón junto con los relieves fueron trasladados a México, con la intención original de rearmar el pabellón para que fuera la sede de un museo arqueológico. Este plan no se consumó y los relieves fueron trasladados al patio del Museo de Artillería, permaneciendo como parte del patrimonio de la fuerza militar durante el porfiriato. Después de la revolución, no hay muchos datos sobre los relieves, pero fue en algún momento entre el retiro de los relieves del museo de artillería hasta que fueron trasladados al mercado Abelardo L. Rodríguez, que algunos elementos de los relieves, como las armas que tenían Cacamatizn y Cuitláhuac, desaparecieron.

En los primeros años de la década de 1990, cuatro de los relieves fueron colocados en el jardín contiguo al Museo del Ejército, entre las calles Filomeno Mata y Tacuba. Los ocho relieves restantes (los seis de los dioses, el de Cacamatzin y Cuitláhuac) fueron trasladados a Aguascalientes en 1966, por disposición del gobernador Enrique Olivares Santana, ayudado por el diputado Jorge Díaz de León Valdivia. Los relieves fueron tomados de manera furtiva y sin autorización de la regencia de la Ciudad de México, vía ferrocarril. La maniobra fue realizada con apoyo del después gobernador de Aguascalientes, Miguel Ángel Barberena Vega. Durante varios años los relieves estuvieron en la Casa de la Cultura de Aguascalientes, en un espacio de poca visibilidad; y entre 1984 y 1986, los relieves de Centéotl y Camaxtli fueron colocados en el Jardín de los Palacios (detrás del Palacio municipal y el Palacio de gobierno); hasta que años más tarde fueron trasladados al Museo de Aguascalientes.

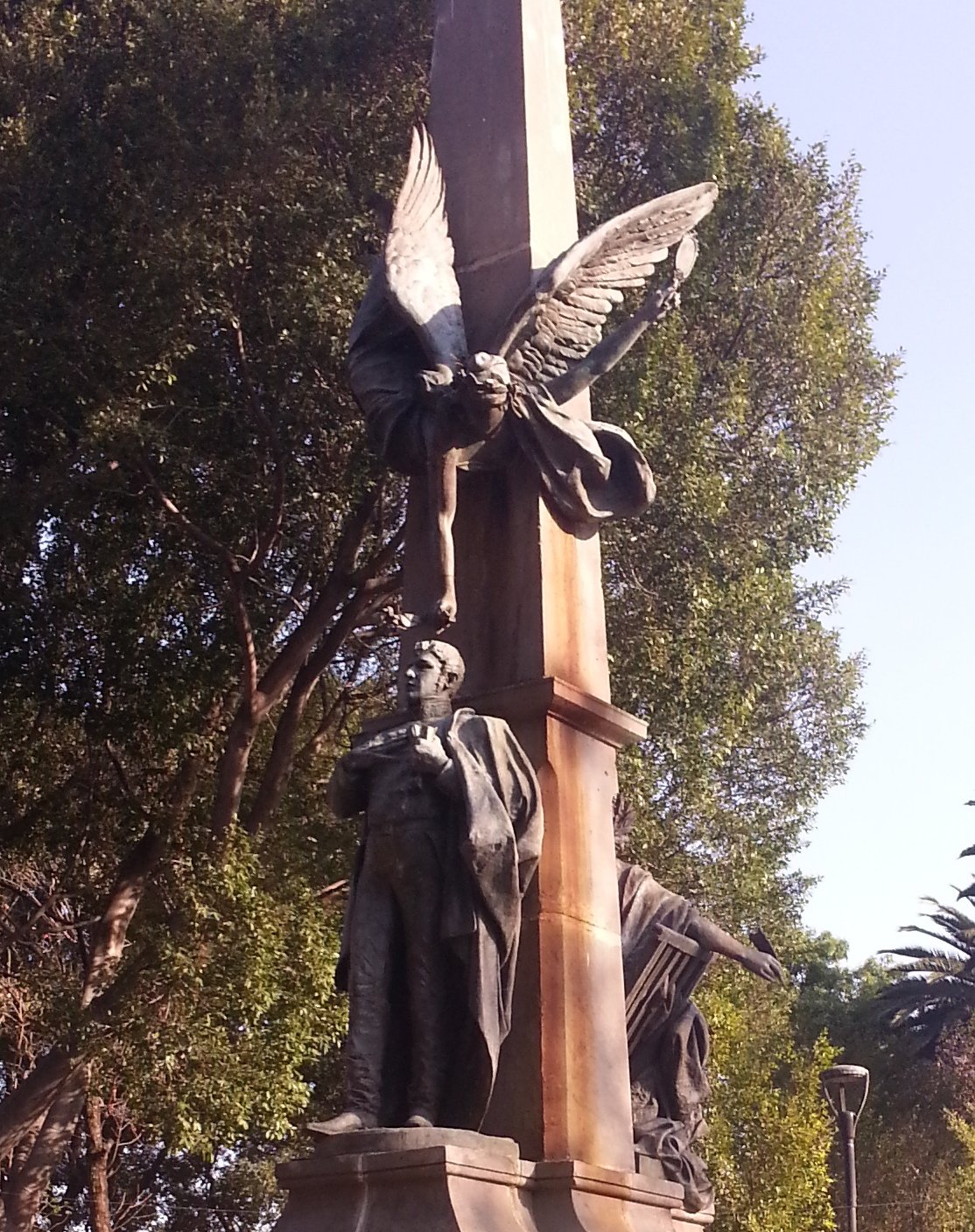
Monumento a Nicolás Bravo

Por otro lado, los relieves de Cacamatzin y Cuitláhuac fueron prestados al Casino de la feria en 1999, para servir como decoración del lugar. Las dos figuras fueron trasladadas al Museo de Aguascalientes en el año 2004.

### Monumento a Nicolás Bravo (Puebla)
Monumento que se encuentra en el Paseo Bravo de la Puebla de Zaragoza. Se inauguró el 21 de noviembre de 1897 por el presidente Porfirio Díaz. Un año después, en el lado opuesto se agregó la Alegoría de la Historia. Ambas obras de Don Jesús Fructuoso Contreras.

### Leones de bronce, Teatro Juárez (Guanajuato)

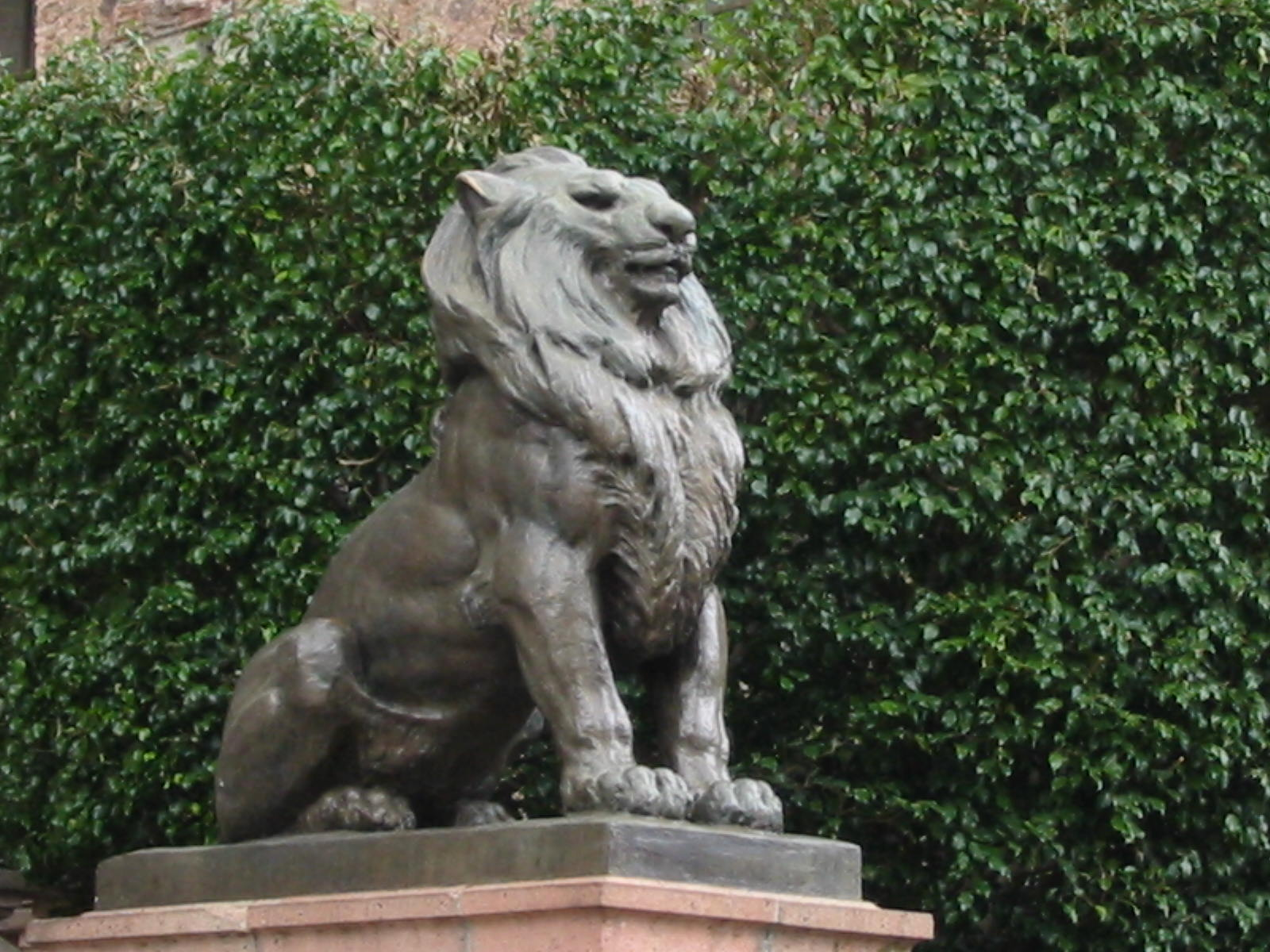
León de bronce en el Teatro Juárez, Guanajuato

Dos leones sedentes de bronce, realizados en 1894, esculturas que se encuentran en las escalinatas del Teatro Juárez de la ciudad de Guanajuato.

### Monumento a Ignacio Zaragoza (Puebla)

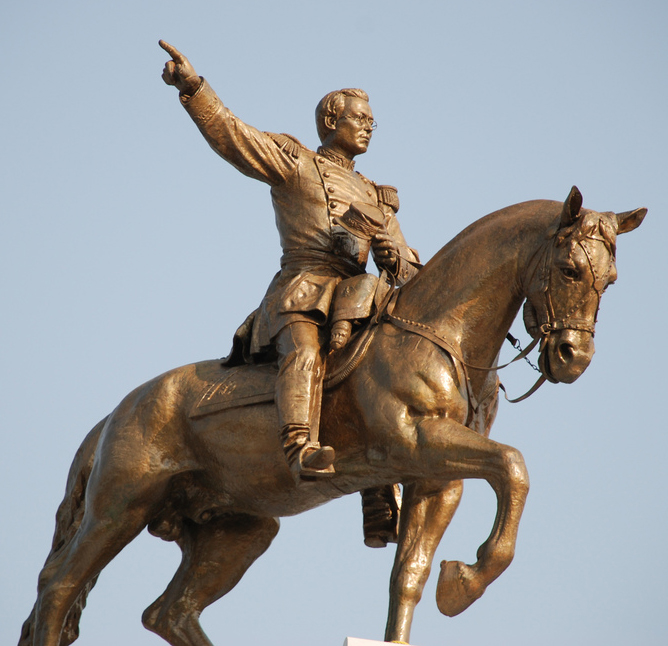
Monumento al General Ignacio Zaragoza

Es parte de la Unidad Cívica 5 de mayo en Puebla. La escultura es creación del artista Jesús Fructuoso Contreras y el vaciado, de La Fundación Artística Mexicana, de la Ciudad de México.

### Malgré Tout (Ciudad de México)
Malgré Tout es una escultura, cuyo título traducido al español significa 'A pesar de todo', que representa a una mujer desnuda, tirada y encadenada. Fue creada en el año de 1898. 

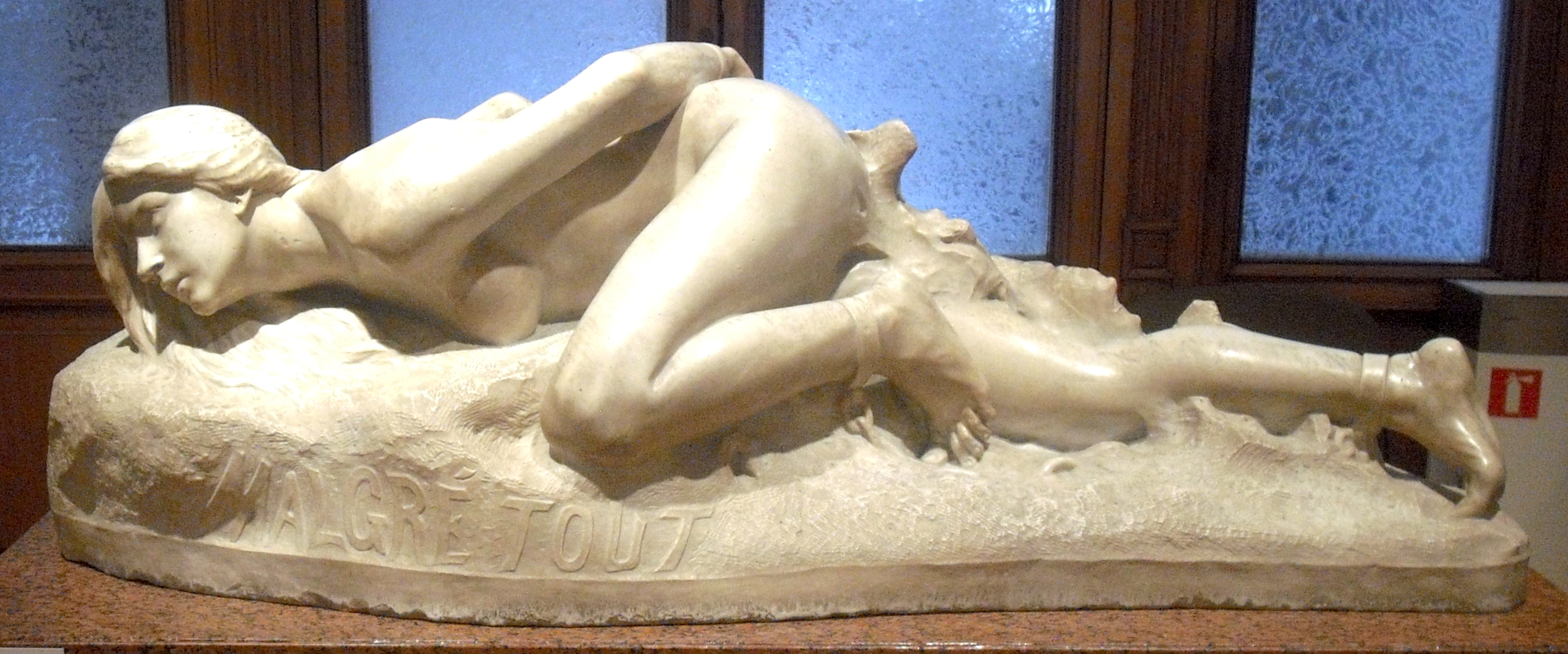
Malgré Tout, en el Museo Nacional de Arte

Según los relatos de Amado Nervo, Jesús Contreras hizo la escultura sin el brazo derecho debido a que le fue amputado a causa de tener cáncer mal atendido. Pero las referencias históricas relatan que este hecho está fechado antes de la amputación de su brazo. Se reconoce que a pesar de lo que le sucedió al artista, siguió con su labor escultórica hasta lograr terminarla.
Cabe destacar que el Malgré Tout, permaneció por un largo tiempo en la Alameda Central de la Ciudad de México pero por cuestiones del clima y del vandalismo, dicha escultura fue trasladada a su actual residencia en el Museo Nacional de Arte (MUNAL). Tiempo más tarde, en 1909, el compositor zacatecano Manuel M. Ponce, compuso una pieza de piano solo para la mano izquierda, que rindiera homenaje al escultor y a la obra misma.

### Monumento a la paz (Guanajuato)

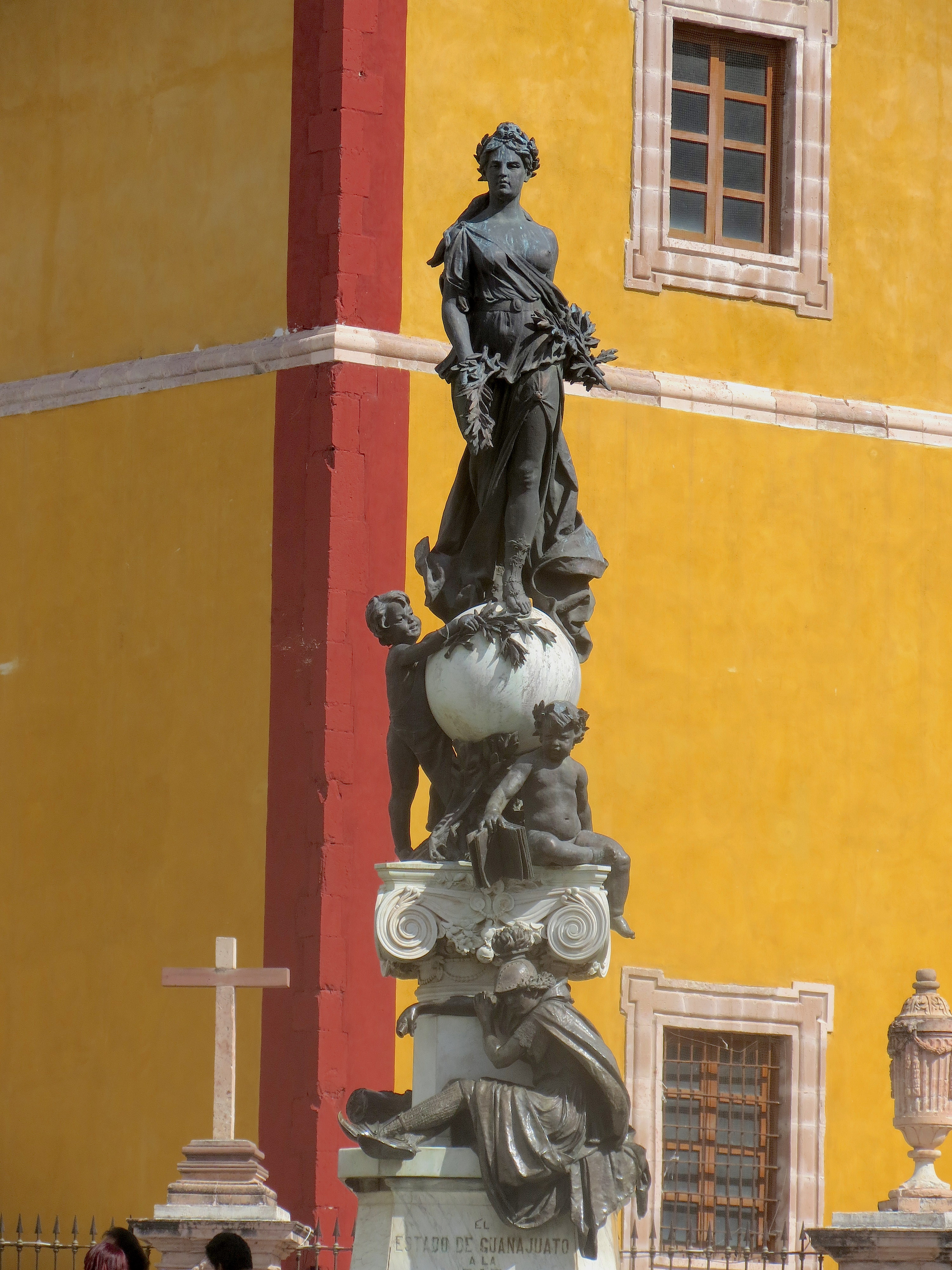
Monumento a la Paz en Guanajuato

Este monumento se levantó en el año de 1897, está elaborado en bronce con base de cantera y de mármol, lo inauguró el presidente Porfirio Díaz el 27 de octubre de 1903 en conmemoración del fin de la guerra de independencia.

### Estatua  al general Jesús González Ortega (Zacatecas)
Esta estatua fue develada el 15 de mayo de 1898, en homenaje a un General zacatecano destacado, participó en la Guerra de Reforma y defensor de principios liberales, esta estatua estuvo primeramente ubicada en la calle de Tacuba en el centro de la ciudad de Zacatecas, pero en 1957 fue cambiada de lugar de exhibición al parque general Enrique Estrada.

## Bóveda Jesús F. Contreras

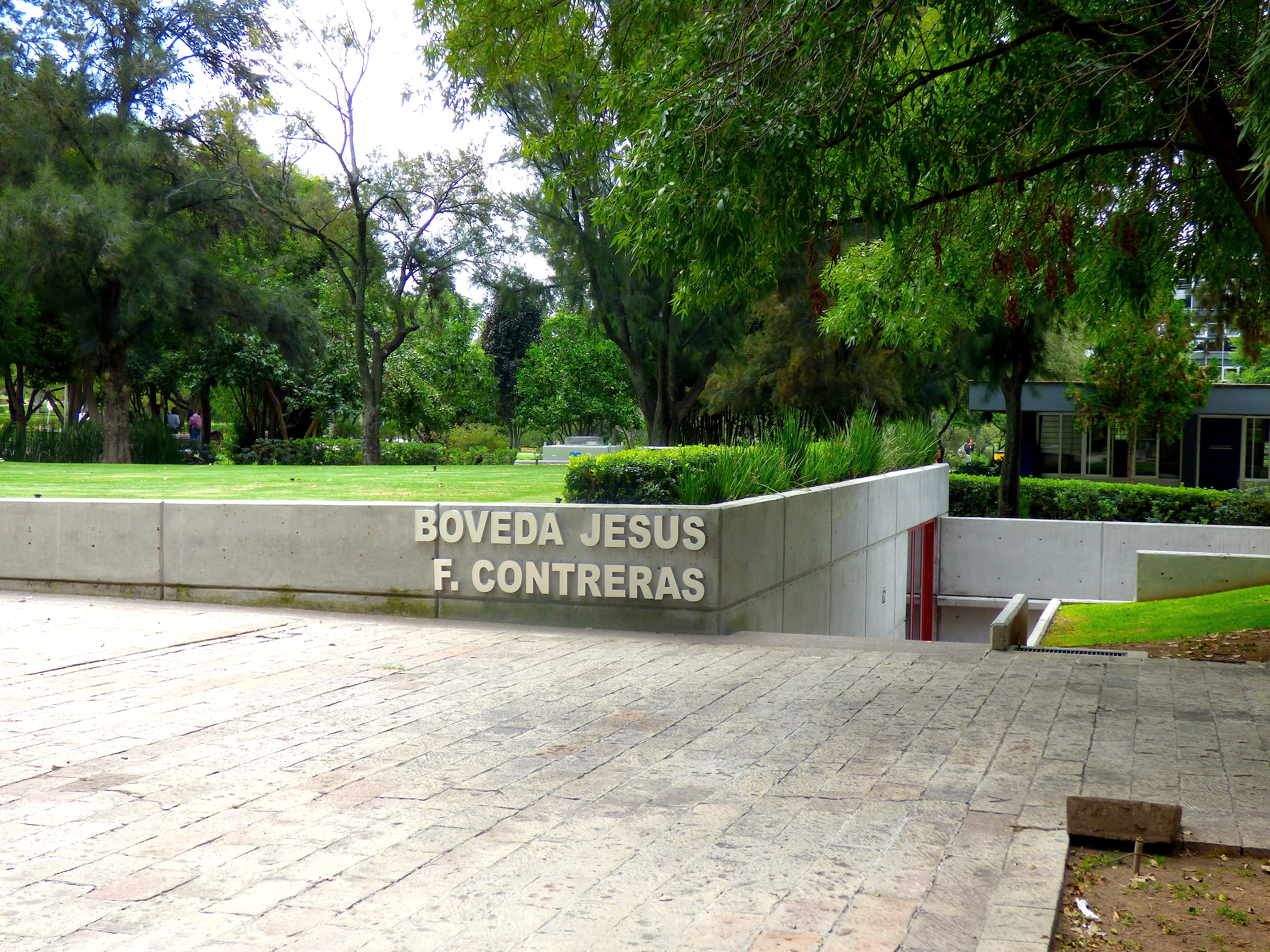
Bóveda Jesús F. Contreras en la Universidad Autónoma de Aguascalientes

La Bóveda Jesús Fructuoso Contreras es un espacio ubicado en la Universidad Autónoma de Aguascalientes, que aloja, resguarda y difunde  el acervo de algunos de los personajes más representativos de la ciudad de Aguascalientes. El edificio contiene acervos documentales de Jesús Fructuoso Contreras, José F. Elizondo y Oscar Malo Flores en formato físico y digital, así como la versión digital de las obras musicales de Alfonso Esparza Oteo y de la obra periodística y literaria de Zeferino M. Mares. También se resguardan microfilmes que almacenan materiales del Archivo Histórico de la Universidad Autónoma de Aguascalientes.
La Bóveda fue inaugurada el 24 de enero de 2012, contando con la asistencia de Carlos Contreras de Oteyza, bisnieto y propietario de los acervos Jesús Fructuoso Contreras y José F. Elizondo. Anteriormente estos acervos se encontraban en comodato en el Área de Acervos Históricos de la Biblioteca Francisco Xavier Clavigero, de la Universidad Iberoamericana; sin embargo, al finalizar este convenio fueron donados, para su resguardo, a la UAA. El edificio que diseñó la universidad se encuentra por debajo del nivel de los jardines del campus, por lo que su construcción requirió diversas investigaciones, a cargo de Mario Alberto Hernández Padilla, mismas que fueron supervisadas por el arquitecto Víctor Manuel Palacio Monroy. El recinto fue construido con los requerimientos técnicos necesarios para la conservación de documentos: espacio acondicionado, infraestructura, equipo tecnológico como climatización automatizada, estantería apropiada para distribución y resguardo del patrimonio histórico.
El acervo Jesús Fructuoso Contreras cuenta con el archivo personal del escultor, el cual está compuesto por veintitrés cajas divididas en dos secciones: una documental y otra fotográfica.